# Opogona liparopis
Opogona liparopis är en fjärilsart som beskrevs av Edward Meyrick 1922. Opogona liparopis ingår i släktet Opogona och familjen äkta malar. Inga underarter finns listade i Catalogue of Life.